# Muthoni Drummer Queen

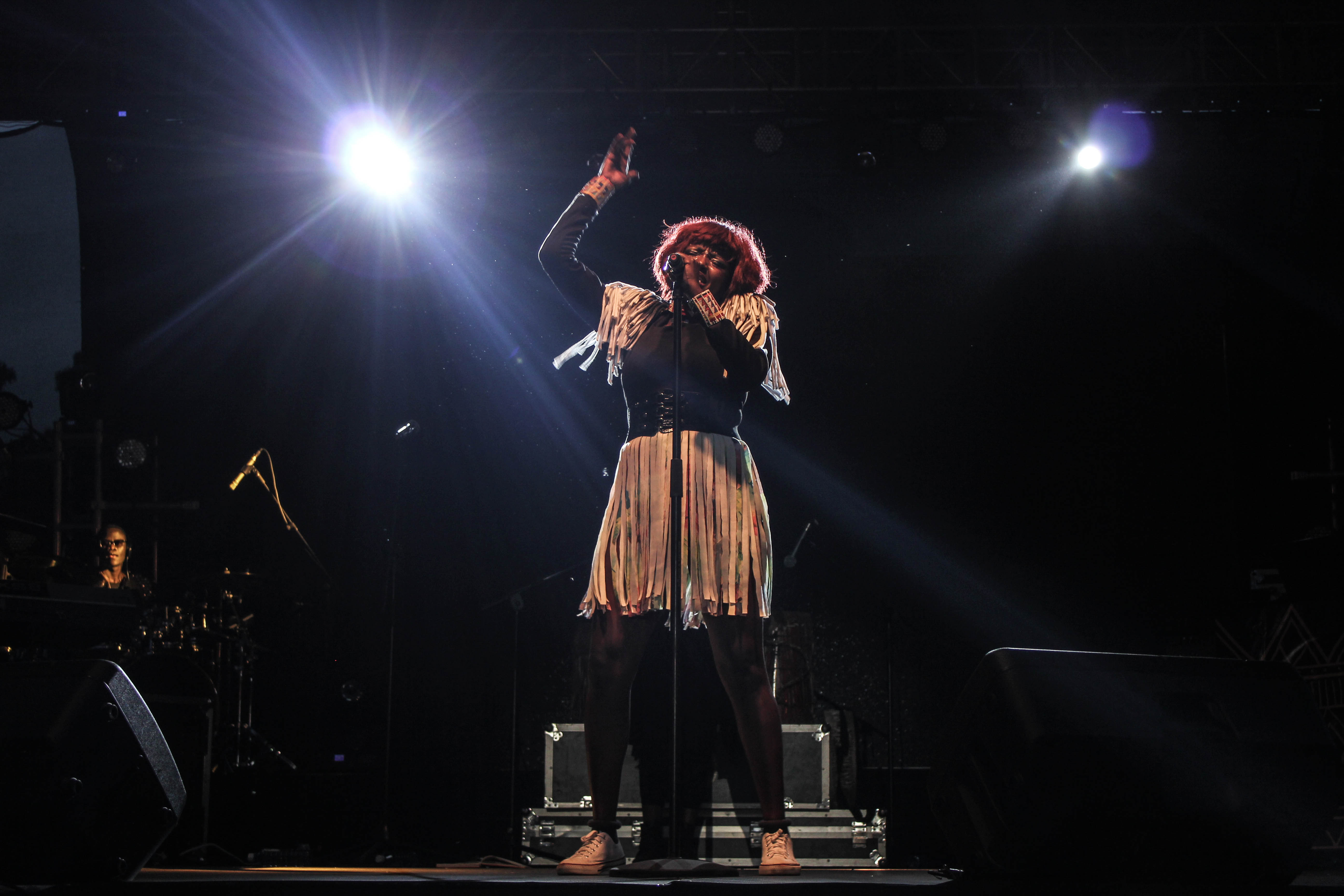
Muthoni Ndonga

Muthoni Drummer Queen oder Muthoni Ndonga (* Nairobi) ist eine kenianische Rapperin, Sängerin, Produzentin und Unternehmerin. 
Ihr Musikstil ist im alternativen Elektro-Hip-Hop-Bereich anzusiedeln. Außerdem hat Muthoni Ndonga das Festival „Africa Nouveau“ mitgegründet und ist auch Mitbegründerin von „AMKA DADA“ sowie „Blankets & Wine“.

## Leben
Muthoni Ndonga wurde in Nairobi geboren. Schon in ihrer Kindheit wollte Muthoni Ndonga Künstlerin werden, aber ihre Eltern versuchten, sie davon abzuhalten.
Bereits 2004 organisierte sie mit Freundinnen an ihrer damaligen Schule ein Konzert.
2008, nachdem Muthoni Ndonga ihren Abschluss in Internationaler Entwicklung und Philosophie an der kenianischen Universität United States International University Africa (USIU Africa) gemacht hatte, gründete sie das Festival „Blankets & Wine“, um eine Plattform für alternative Musik in Kenia zu etablieren. 
2015 gründete sie das Musik- und Kunstfestival Africa Nouveau, welches seither jährlich in Nairobi stattfindet.

## MDQ Muthoni Drummer Queen
Muthoni Ndonga veröffentlichte drei Alben. In ihrem neuesten Album SHE widmete sie jeden Song einer Frau, die sie beeindruckt hat.
Ihr Song Suzie Noma wurde der Titelsong des Soundtracks des Films Rafiki von Wanuri Kahiu.

## Diskografie
- 2009: The Human Condition
- 2015: MDQ Upgraded
- 2018: SHE